# Newton Castle (Perth and Kinross)

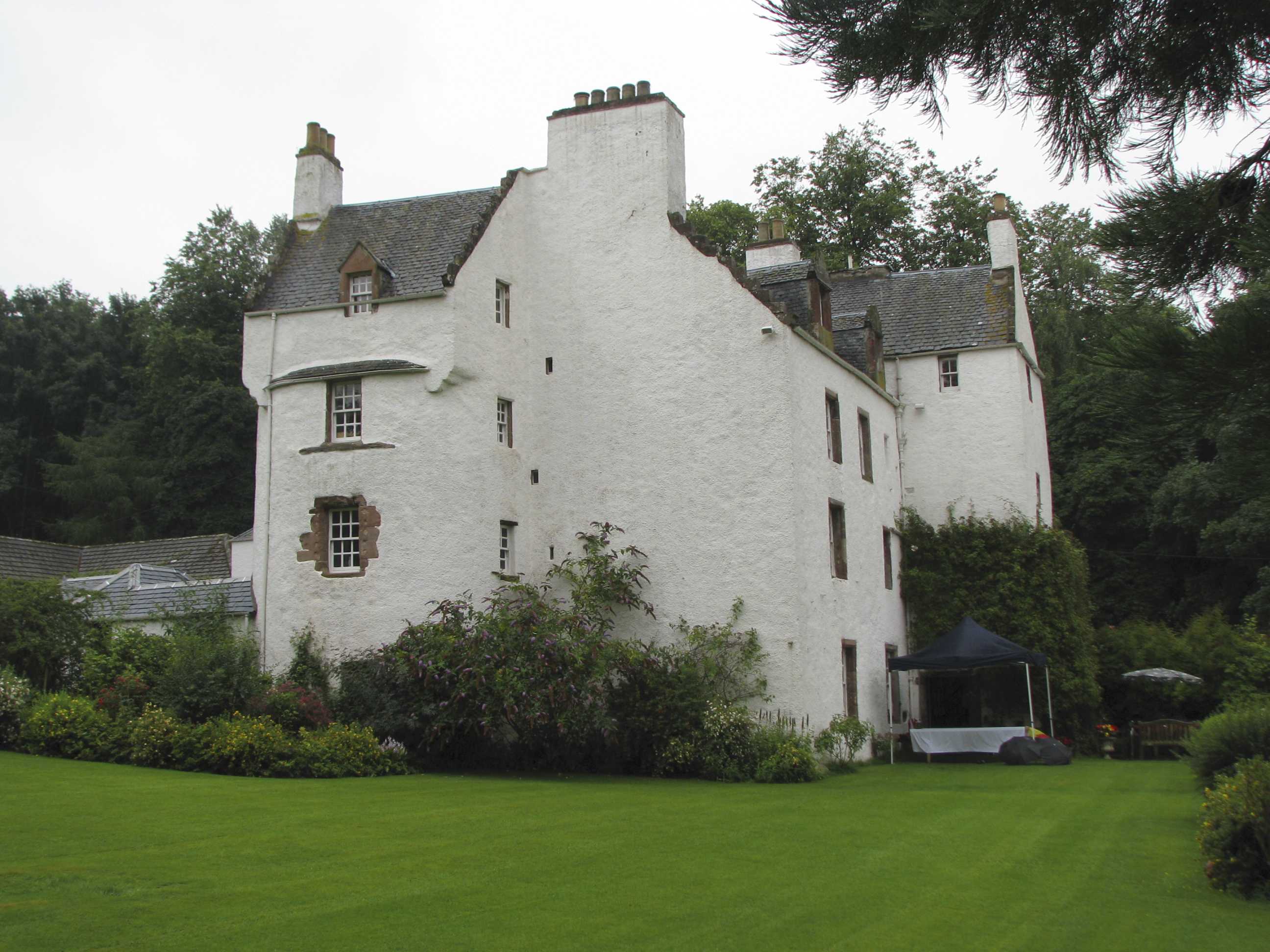
Newton Castle

Newton Castle ist ein Tower House in der schottischen Ortschaft Blairgowrie and Rattray in der Council Area Perth and Kinross. 1971 wurde das Bauwerk in die schottischen Denkmallisten in der höchsten Denkmalkategorie A aufgenommen. Es ist nicht zu verwechseln mit dem irischen Tower House Newtown Castle oder Newton House auf der Hebrideninsel Islay.

## Geschichte
Der früheste Beleg wurde um 1550 verfasst als George Drummond die Länderei Blair of Newton erwarb. Um diese Zeit wurde Newton Castle errichtet. Im Laufe des 17. Jahrhunderts verheerte ein durch Truppen Oliver Cromwells verursachter Brand das Tower House, woraufhin es neu aufgebaut wurde. Dann erwarb die aus Balgowan stammende Familie Graham das Anwesen, deren wohl bekanntestes Mitglied Thomas Graham, 1. Baron Lynedoch 1748 geboren wurde. 1788 erwarb Allan Macpherson Newton of Blair. Seitdem befindet es sich in Familienbesitz. Im Laufe des 18. Jahrhunderts wurde kleinere Renovierungs- und Erweiterungsmaßnahmen ausgeführt. Die Dachgauben entstanden vermutlich um 1820, während der Nordwestflügel 1883 hinzugefügt wurde. Eine weitere Renovierung wurde in den 1920er Jahren von G. F. M. Ogilvy ausgeführt.

## Beschreibung
Das dreistöckige Tower House steht am Westrand von Blairgowrie and Rattray. Es weist einen Z-förmigen Grundriss auf. Seine Fassaden sind mit Harl, wobei Natursteindetails aus rotem Sandstein abgesetzt sind. Ursprünglich befand sich der Eingang an der Südostseite. Dort tritt ein Treppenturm mit drei kleinen Fenstern aus der Fassade heraus. Rechts der ehemaligen Eingangstüre ist eine Schießscharte eingelassen. Oberhalb der heutigen Eingangstüre an der Südostseite ist eine Wappenplatte eingelassen. Im Gebäudeinnenwinkel kragt ein Treppenturm aus. Es schließt sich der 1883 ergänzte Flügel an. Die abschließenden Dächer sind mit grauem Schiefer eingedeckt.